# Zozulińce
Zozulińce (ukr. Зозулинці) – wieś w rejonie koziatyńskim obwodu winnickiego.